# Armstrong (Santa Fe)
Armstrong is een plaats in het Argentijnse departement  Belgrano in de provincie Santa Fe. De plaats telt 10.411 inwoners.

## Geboren
- Delfo Cabrera (2 april 1919), langeafstandsloper